# Ліґота-Польська
Ліґота-Польська (пол. Ligota Polska, нім. Alt Ellguth) — село в Польщі, у гміні Олесниця Олесницького повіту Нижньосілезького воєводства.
Населення — 689 осіб (2011).
У 1975-1998 роках село належало до Вроцлавського воєводства.

## Демографія
Демографічна структура станом на 31 березня 2011 року:
|          | Загалом | Допрацездатний вік | Працездатний вік | Постпрацездатний вік |
| -------- | ------- | ------------------ | ---------------- | -------------------- |
| Чоловіки | 338     | 71                 | 246              | 21                   |
| Жінки    | 351     | 76                 | 219              | 56                   |
| Разом    | 689     | 147                | 465              | 77                   |